# Tigbao
Tigbao (Bayan ng Tigbao) är en kommun i Filippinerna. Kommunen ligger på ön Mindanao, och tillhör provinsen Zamboanga del Sur. Folkmängden uppgår till 16 914 invånare.

## Barangayer
Tigbao är indelat i 18 barangayer.
| - Begong - Busol - Caluma - Diana Countryside - Guinlin - Lacarayan - Lacupayan - Libayoy - Limas | - Longmot - Maragang - Mate - Nangan-nangan - New Tuburan - Nilo - Tigbao - Timolan - Upper Nilo |